# Економска школа Куршумлија
Економска школа у Куршумлији је једна од установа државног средњег образовања на територији општине Куршумлија. Школа је отворена 20. септембра 1954. године на захтев Народног одбора Косаничког среза.

## Историјат
Школа је почела са радом у просторијама Основне школе „Дринка Павловић”. Те године је у први разред уписано 180 ученика из читавог топличког краја. Овој генерацији знања је преносило 14 професора и наставника.
Од школске 1963/64. године Економска школа у Куршумлији рад наставља у новоизграђеној згради, где се налази и данас. Kао средња стручна школа наставља образовање младих прво у оквиру једног подручја рада – економија, право и администрација, а касније и другог – трговина, туризам и угоститељство.
У протеклих педесетак година у овој школи је матурирало више од 7.000 ученика разних струка: економске, комерцијалне, правне, туристичке, угоститељске, трговачке.

## Школа данас
У школи данас постоје мултимедијална учионица, два кабинета рачунарства и информатике, два кабинета савремене пословне кореспонденције, кабинети куварства, услуживања, трговинског пословања. Мултимедијална учионица је опремљена компјутерима, скенером и пројектором. Кабинети рачунарства и информатике и савремене пословне коресподенције су у потпуности опремљени рачунарима. Школску зграду од преко 4.000m² чине и 20 учионица опште намене, сала за физичко васпитање, библиотека са књижним фондом од 11.000 наслова, наставничка канцеларија и остале просторије. Школско двориште има две целине: прву чине стаза од улаза школе и лепо уређен парк, а друга целина је школски полигон са свлачионицама и трибином.
Школа има дугу традицију учешћа на такмичењима на свим нивоима и то из стручних економских предмета, такмичења рецитатора, литерата, страних језика, историје. Ученици угоститељског подручја рада су стални учесници такмичења и сусрета школа и угоститељских радника.
Дан школе се обележава 20. септембра пригодним програмом и том приликом ученици уз помоћ професора организују турнире, квизове, изложбе својих радова.
Економска школа данас образује ученике за економске техничаре, кулинарске техничаре, конобаре, куваре.
Школа је била домаћин више школских такмичења на општинском и окружном нивоу, као и домаћин републичког такмичења 2000. године из монетарне економије и банкарства. На овом такмичењу су учествовале скоро све економске школе из Србије.